# 嵐 Single Collection 1999-2001
《嵐 Single Collection 1999-2001》是嵐的第2枚專輯，第1枚精選專輯。於2002年5月16日發行。唱片公司為J Storm。

## 解說
- J Storm發行的首張專輯。
- 收錄了波麗佳音時代發售的6張單曲連同C/W曲的精選專輯。因此，並沒有收錄當時已由J Storm發行的《a Day in Our Life》及《心情超讚》。
- J Storm當時有如單曲525日圓一張的低價格戰略，本作品亦以2625日圓，比一般專輯更低的價格發售。下張原創專輯《HERE WE GO!》亦繼承了這種策略。

## 收錄曲
1. A·RA·SHI
（作詞：J&T　作曲：馬飼野康二）
2. 朝著明天
（作詞：大塚雄三　作曲：馬飼野康二）
3. SUNRISE日本
（作詞：F&T　作曲：馬飼野康二）
4. HORIZON
（作詞：TAKESHI　作曲：谷本新）
5. 颱風世代 -Typhoon Generation-
（作詞：久保田洋司　作曲：馬飼野康二）
6. 朝著明天吶喊
（作詞：久世瑪莉亞　作曲：谷本新）
7. 感謝感激暴風雨
（作詞：戶澤暢美　作曲：馬飼野康二）
8. OK!ALL RIGHT!好好地談戀愛
（作詞：久保田洋司　作曲：谷本新）
9. 因為你所以我存在
（作詞：大倉浩平　作曲：馬飼野康二）
10. 永不分離!
（作詞：牧穗惠美　作曲：長岡成貢）
11. 時代
（作詞・作曲：TSUKASA）
12. 戀情破碎
（作詞：久世瑪莉亞　作曲：馬飼野康二）